# Carl Edvard Sonne
Carl Edvard Sonne (1. december 1804 i Birkerød – 3. januar 1878) var en dansk kobberstikker og broder til Jørgen Valentin Sonne.

## Uddannelse
Sin første vejledning i kunsten modtog han af sin fader og på Kunstakademiet, som han besøgte fra 1819-28; en tid tegnede han også privat hos J.L. Lund. I 1826 udstillede han på Charlottenborg 6 konturstik efter forskellige danske kunstnere; 2 år efter rejste han til Parma, studerede under den berømte kobberstikker Toschi og arbejdede med på det store galleriværk, som den gang forberedtes til udgivelse der; senere havde han en lignende virksomhed i Turin. Under sit ophold i udlandet havde han hjemme fra modtaget nogen understøttelse af offentlige midler og holdt myndighedernes interesse ved lige ved at hjemsende forskellige arbejder, således i 1834 en sepiategning efter Ghilandajo, der erhvervedes af Kunstforeningen, samt stik efter et bataillestykke af Philip Wouwerman og efter Rafaels portræt af Pave Julius II, hvilke vare udstillede 1837. Til København vendte han tilbage 1847 og blev kort efter agreeret ved Akademiet; medlem af dette blev han dog først i 1868.

## Eksempler på stik
Det første arbejde, Sonne udstillede efter sin hjemkomst, var hans stik efter Jens Juels Maleren Juel og hans Kone; det udstilledes 1851 og er ved siden af gengivelsen af Niels Simonsens Den gjerrige det bedste, Sonne har udført. Som andre bekendte blade af ham kunne nævnes Karnevalsscene og De smaa Naboer efter Julius Exner (det sidstnævnte stukket i stål), En lille Pige med en Kat efter Wilhelm Marstrand, Abbaten og den unge Pige efter Ernst Meyer samt de store blade Luther paa Rigsdagen i Worms efter Adam Müller og Slaget ved Fredericia efter Jørgen Valentin Sonne. Gennemgående er Sonnes mindre stik hans mest tiltalende, for så vidt man i dem ikke så stærkt som i de mere omfangsrige føler den tørhed, stofløshed og mangel på malerisk fortoning, der hos Sonne vare uadskillelig forbundne med hans nøjagtighed i tegningen og hans ikke ringe manuelle færdighed. Adskillige af hans arbejder er udført som medlemsblade for Kunstforeningen og have således fået ikke ringe udbredelse. Sonne udstillede sidste gang 1876 og døde ugift 3. januar 1878.